# سوق الدومة (المغربة)

تعديل مصدري - تعديل

سوق الدومة هي إحدى قرى عزلة بني جديلة بمديرية المغربة التابعة لمحافظة حجة، بلغ تعداد سكانها 541 نسمة حسب تعداد اليمن لعام 2004.